# Broich (Jülich)
Broich (mit rheinischem Dehnungs-i, gesprochen Brooch) ist ein Stadtteil von Jülich im Kreis Düren, Nordrhein-Westfalen. Das Wort Broich bedeutet so viel wie feuchte Wiese (auch Brühl genannt), Sumpflandschaft oder eben Bruch(wald).

## Lage
Der Ort liegt verkehrsgünstig an Jülich. Jenseits der Ortsumgehung (Landstraße 253) befindet sich die Flussaue der Rur. Dahinter liegt die ehemalige Kiesgrube, der Barmener Baggersee. Dort ist für Angler und Badegäste ein Naherholungsgebiet entstanden.
Direkt bei Broich lag bis Ende 2010 die weithin sichtbare Sendeanlage Merscher Höhe, die mittlerweile vollständig demontiert ist.

## Geschichte

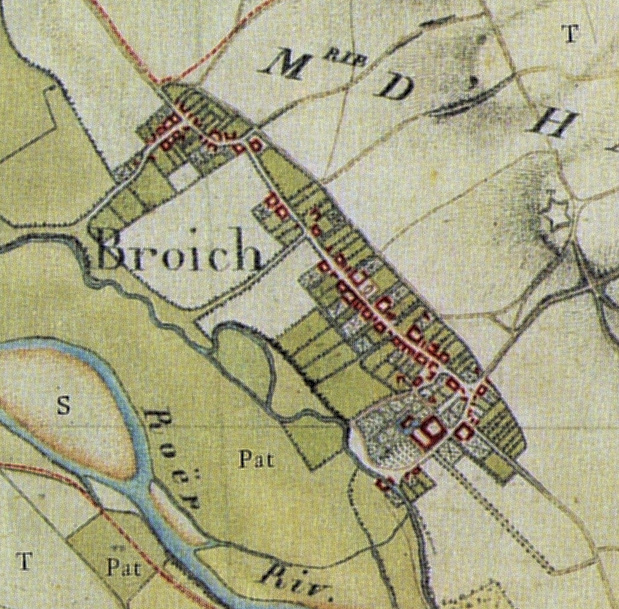
Broich auf der sogenannten Tranchot-Karte

Erste Erwähnung findet der Ort um 1350, als ein Ritter von Broich erstmals genannt wird. Wahrscheinlich war es dieses Mitglied der Familie Mulart von Broich, das 1377 durch eine Stiftung das Amt eines Geistlichen an der dortigen Kapelle ermöglichte. Möglicherweise stiftete diese Person sogar die gesamte Kapelle. Für diese besaß die Jülicher Kirche bis in das 18. Jahrhundert die Pfarrrechte.
Am 30. Mai 1672 hatte Broich hohen Besuch: Der französische König Ludwig XIV. machte dort auf seinem Weg nach Neuss Station. Rund 70 Jahre später empfing der Ort erneut französische Gäste, denn am 13, 16. und 18. September jenes Jahres setzten mit Preußen verbündete französische Truppen bei Broich über die Rur.
Nachdem französische Revolutionstruppen 1794 die linksrheinischen Gebiete und damit auch Broich besetzt hatten, gehörte die Ortschaft zur Mairie Hambach im Département de la Roer. 1816 wurde sie preußisch und gehörte zuerst zur Bürgermeisterei Hambach, von 1871 bis 1936 dann zur Bürgermeisterei Mersch. 1936 bis 1971 war Broich dem Amt Koslar angehörig, ehe es am 1. Januar 1972 in die Stadt Jülich eingegliedert wurde.
Während des Zweiten Weltkriegs wurde die Ortschaft im Zuge schwerer Kämpfe an der Rur fast vollständig zerstört, da die deutsche Hauptkampflinie am 21./22. November 1944 nach Broich zurückgenommen wurde.

### Wappen
| Wappen der früheren Gemeinde Broich bei Jülich | Blasonierung: „In Gold (Gelb) schräg gekreuzt ein rotes Schwert und eine rote Walkerstange.“                            |
| Wappen der früheren Gemeinde Broich bei Jülich | Wappenbegründung: Das von Josef Decku entworfene Wappen wurde 1962 vom nordrhein-westfälischen Innenminister verliehen. |

## Sehenswürdigkeiten

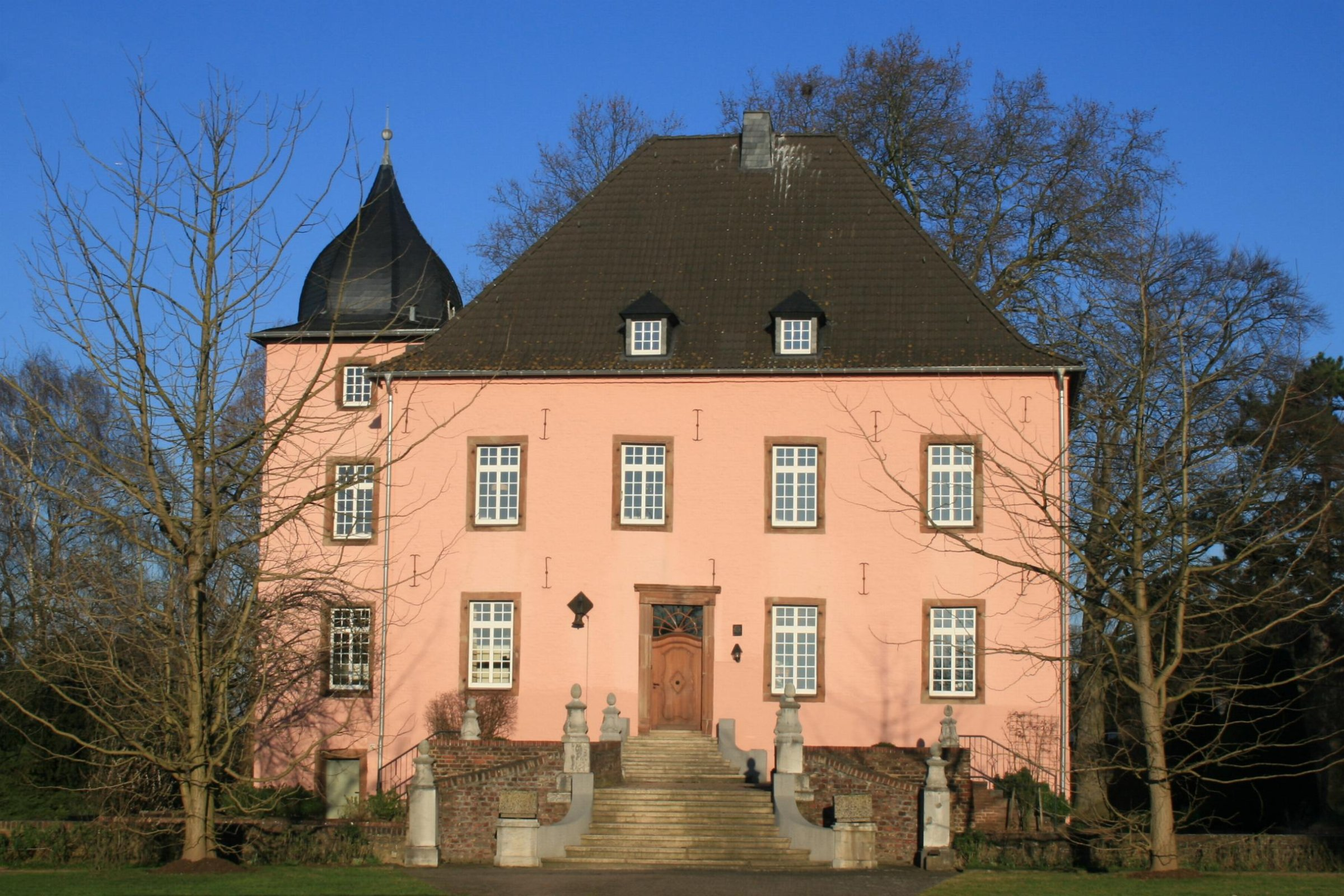
Haus Broich

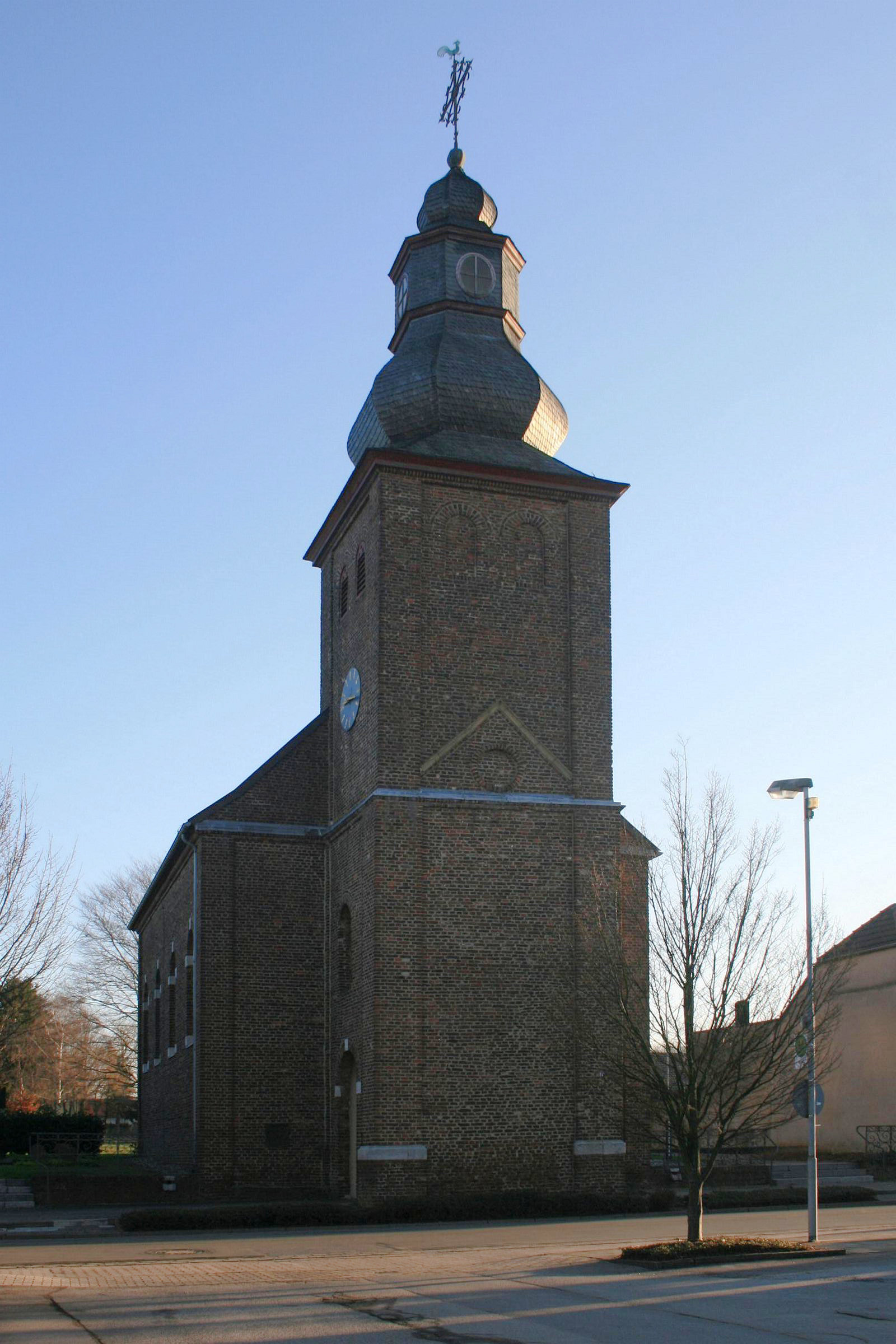
St. Philippus und Jakobus

### Bauwerke

#### Haus Broich
Haus Broich ist ein ehemaliger, wasserumwehrter Adelssitz. Als er in der Mitte des 14. Jahrhunderts erstmals erwähnt wurde, war die Familie Mulart von Broich Besitzer der Anlage. 1768 wurde dort der Schriftsteller Karl Theodor von Hallberg-Broich geboren.

#### Kirche
Die katholische Filialkirche St. Philippus und Jakobus fasst etwa 200 Gläubige. Sie wurde 1781 errichtet und war von 1804 bis 2012 Pfarrkirche. Vor dem Zweiten Weltkrieg war sie ein Wallfahrtszentrum der heiligen Apollonia, das seit etwa 1800 belegt war.

## Verkehr

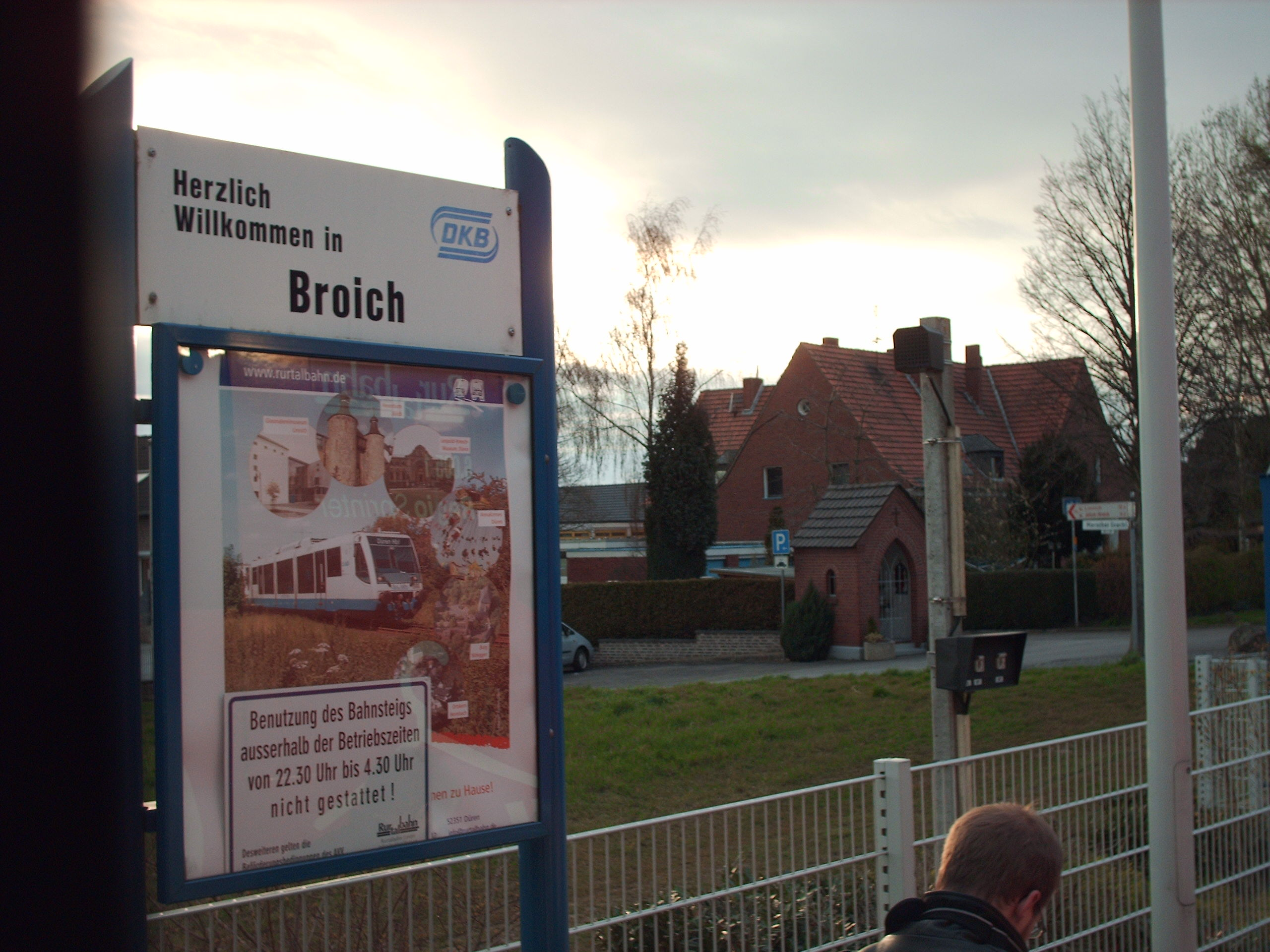
Haltepunkt Broich

Broich verfügte seit 1911 mit dem Bahnhof Broich über einen Zugang zur Bahnstrecke Jülich–Dalheim. Auf jener Strecke wurde im Abschnitt Jülich–Baal der Personenverkehr in den 1960er Jahren stark ausgedünnt, erschwerend hinzu kam der anwachsende Individualverkehr. Die infolgedessen nachlassenden Fahrgastzahlen veranlassten die Bundesbahn dazu, den Personenverkehr zwischen Jülich und Baal zum 29. September 1968 einzustellen. Die Dürener Kreisbahn (DKB) entschloss sich, 2002 den Streckenabschnitt zwischen Linnich und Jülich (nun als Weiterführung der Bahnstrecke Jülich–Düren) zu reaktivieren. Broich hatte so seit 34 Jahren erstmals wieder Zugang zum Bahnverkehr (in Richtung Jülich/Düren und Linnich) über den neu errichteten Haltepunkt Broich. Der alte Haltepunkt lag früher etwa 100 Meter weiter nördlich und existiert heute nicht mehr. Broich wird von der RB 21 mindestens stündlich in jede Richtung bedient.
| Linie | Verlauf | Takt                  |
| ----- | --- | --------------------- |
| RB 21 | Rurtalbahn: Linnich, SIG Combibloc – Tetz – Broich – Jülich An den Aspen – Jülich Nord – Jülich – Forschungszentrum – Selgersdorf – Krauthausen – Selhausen – Huchem-Stammeln – Im Großen Tal – Düren Stand: März 2022 | 30 min (HVZ) / 60 min |

Zusätzlich verkehren einzelne Fahrten der Schülerbuslinien 267, 271 und 274 der Rurtalbus.
| Linie | Verlauf                                                                                   |
| ----- | ----------------------------------------------------------------------------------------- |
| 267   | (Verstärkerfahrten) Broich – Jülich Walramplatz – Inden/Altdorf – Langerwehe Schulzentrum |
| 271   | (Verstärkerfahrten) Titz – Jülich                                                         |
| 274   | (Verstärkerfahrten) Barmen Haus Overbach – Aldenhoven / Jülich / Linnich / Titz           |

Die Landstraße 253 liegt direkt am Ort. Sie führt von Jülich nach Linnich.

## Vereine, Vereinigungen
- Fußballverein
- Angelsportverein
- Maigesellschaft
- Löschgruppe Broich der Freiwilligen Feuerwehr Jülich
- St. Sebastianus Schützenbruderschaft e. V.
- Karnevalsgesellschaft “Stopp dä Mutz” Broich 1903 e. V.
- Trommler & Pfeiferkorps Broich 1923 e. V.

## Sonstiges
Im Ort gibt es eine Sportanlage mit einem Rasenplatz und einem Aschenplatz, eine Bürgerhalle und die integrative Kindertagesstätte Purzelbaum. Am Ortsrand liegt der Friedhof. Am Ort vorbei führt der RurUfer-Radweg, der die höchste Erhebung des Hohen Venn mit der Mündung der Rur in die Maas verbindet.